# 岡山電気軌道岡軌7100型電車
岡山電気軌道岡軌7100型電車（おかやまでんききどうおかき7100がたでんしゃ）は1981年に登場した岡山電気軌道の路面電車の1形式である。当項目では、ほぼ同形態で主要機器の調達先・形式が異なる岡軌7200・7300・7400・7500型の各形式に関しても記述する。

## 概要

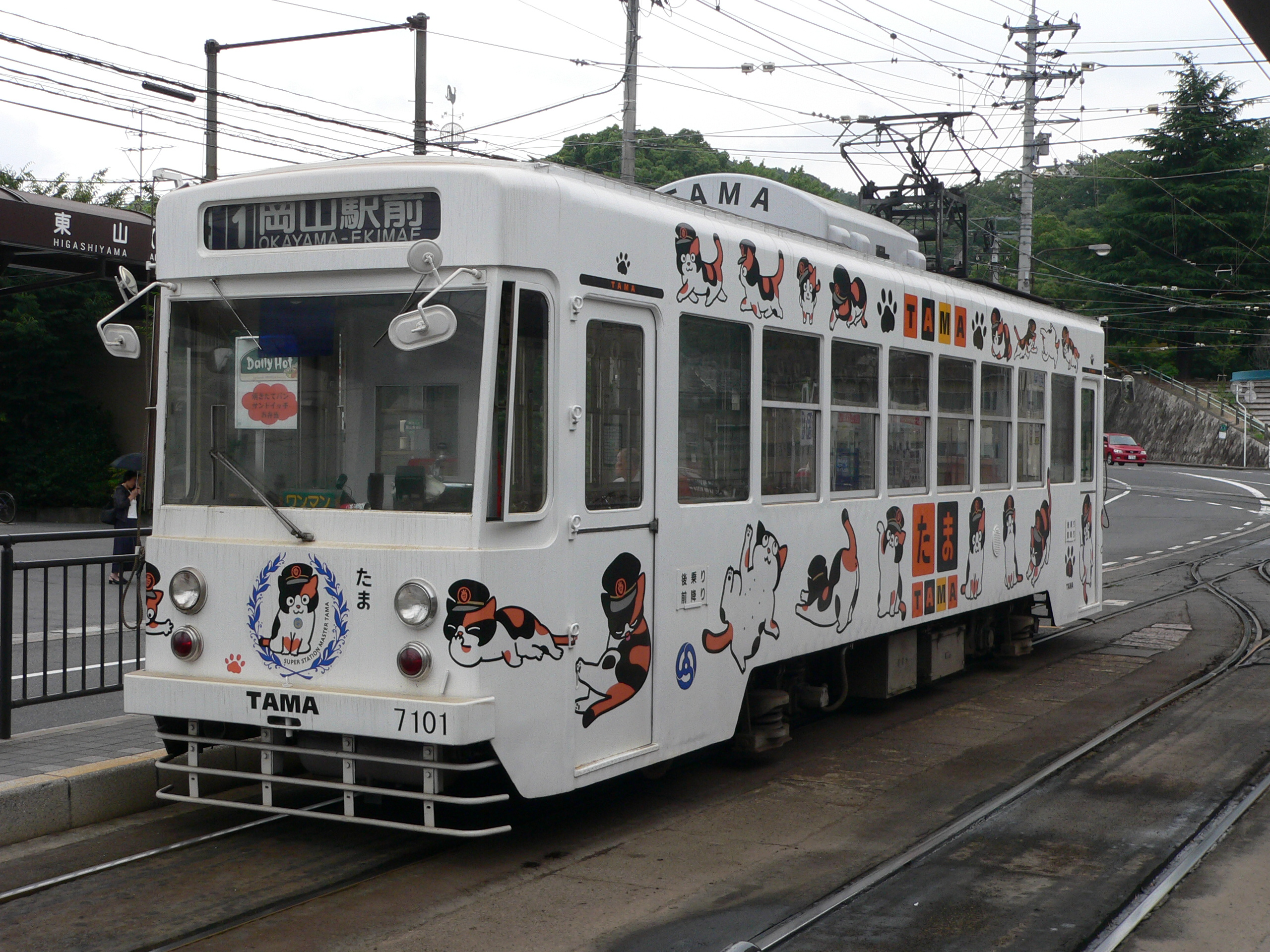
たま電車時代の7101号

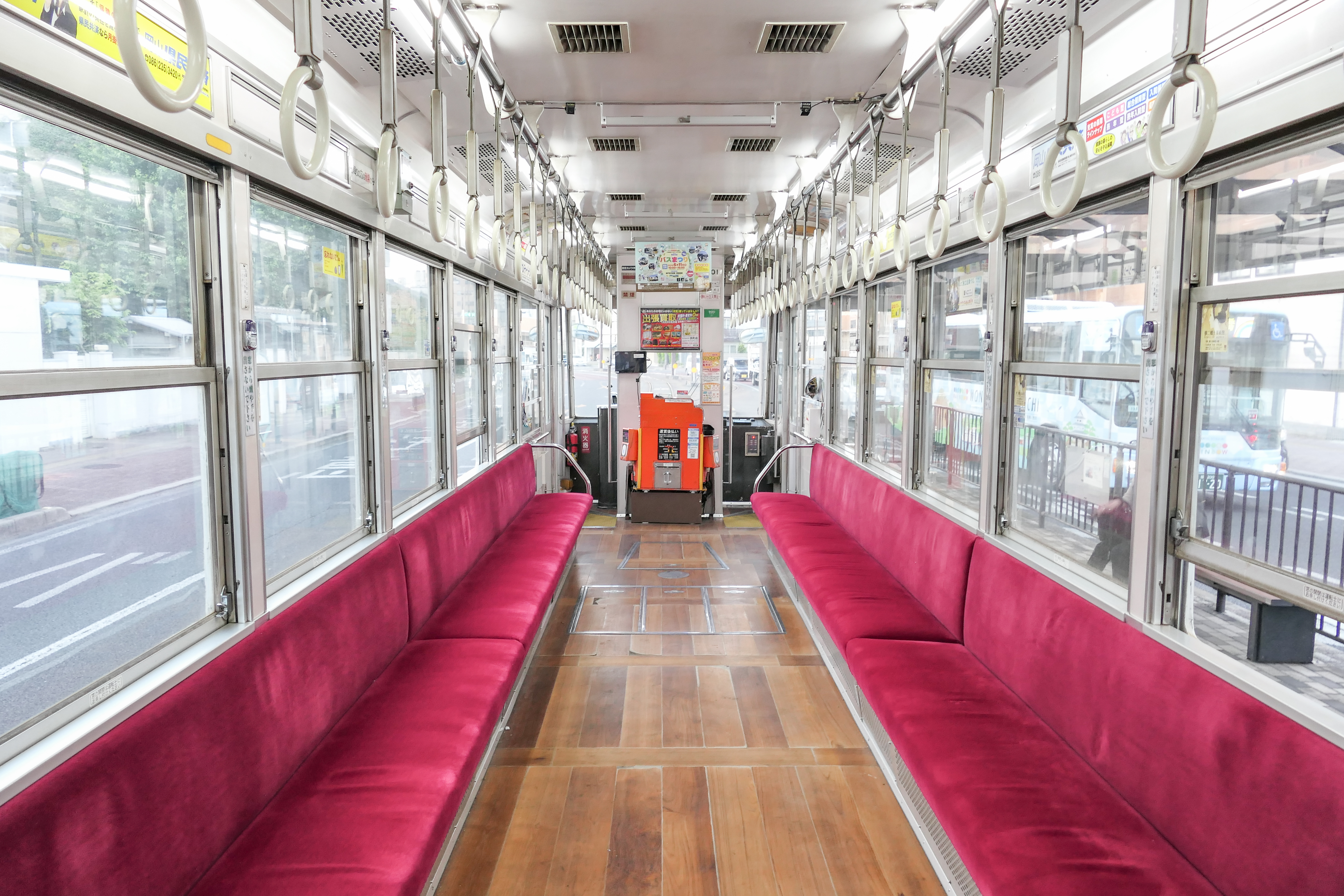
7101号の車内

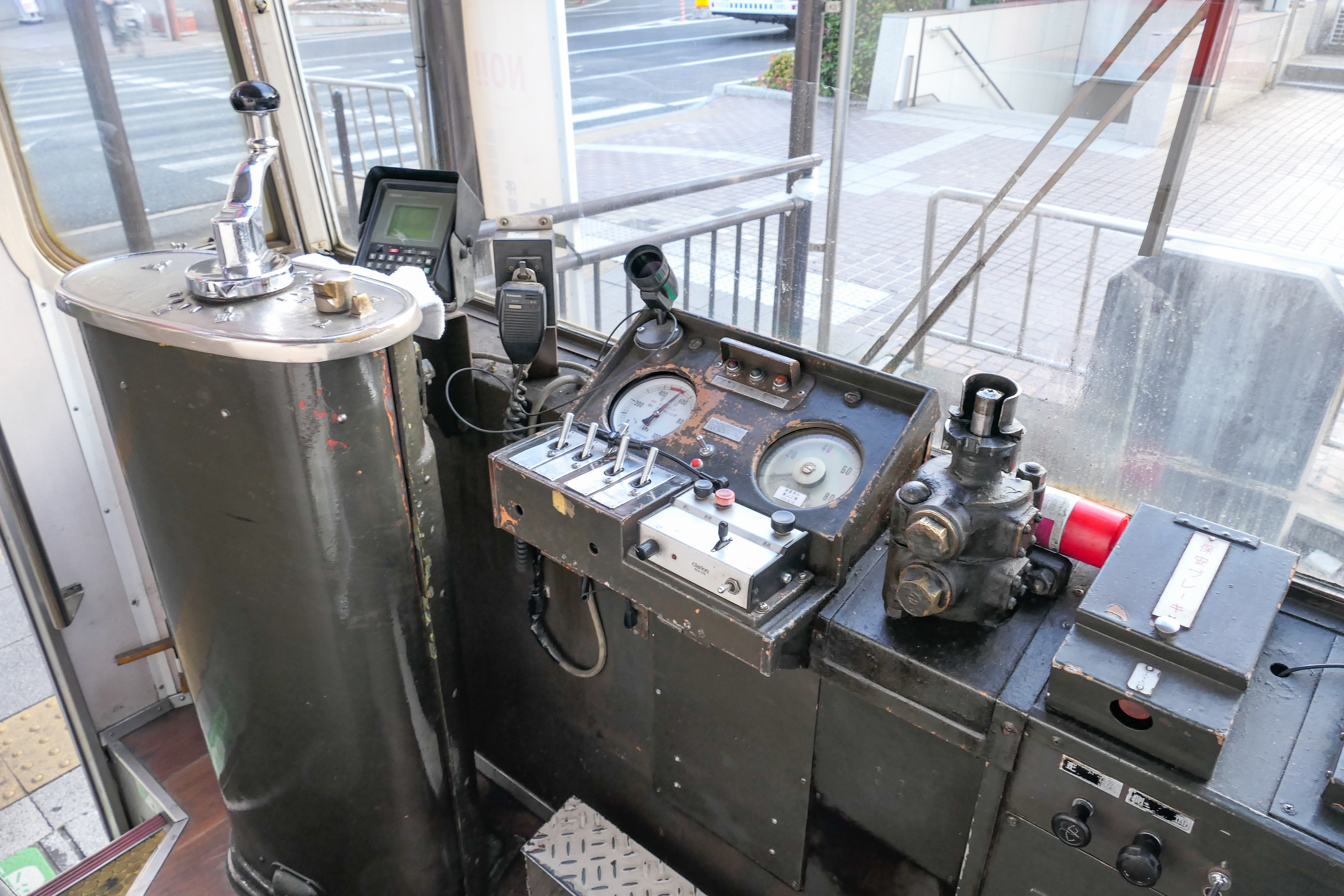
運転台

前年に登場した7000型の好評を受け、7000型に引き続きアルナ工機の製造により2両が竣工した。7000型と同じく、足回りに在来車の部品を使用した車両で、車体も7000型と同じであるが、本形式では1000型（旧秋田市電200形）のものが使用されている。
2009年には、7101号が「たま電車」となった。これは、岡山電気軌道の子会社である和歌山電鐵貴志川線貴志駅の「猫の駅長」たまをモチーフとした電車で、白基調の車体全体にたまのマスコットキャラクターが貼られ、他に肉球の足跡模様、「たま」のロゴが車体に描かれるほか、屋根クーラー部分には「TAMA」のロゴが入っている。デザインは和歌山電鐵2270系電車の「たま電車」と同様、地元岡山出身の水戸岡鋭治が手がけた。
同様のデザインを施した「たま電車」は先に和歌山電鐵に登場した（同社2270系2275編成）が、車体ロゴが2270系では「たま電車」であったり、イラストのたまの絵の数などに違いがみられるなど、若干デザインに差がみられる。
一方、7102号は全面広告車となっている。
1982年には元大分交通500型であった3500形の機器を流用し、7201と7202の2両が製造された。7100型との外観上の差異は、扉の窓が大きくなったことぐらいである。台車はKD-202.
1983年には元呉市電600・700形であった2500・2600形の機器を流用し、7300形7301と7302の2両が製造された。台車はH-2127.
1984年には7400形7401、1985年には7500形7501が製造された。どちらも機器を含めて完全な新製車であるが、吊掛駆動である。台車はアルナNK-202.